# Jorma Sarvanto
Jorma Sarvanto (ur. 22 sierpnia 1912 w Turku, zm. 16 października 1963 w Inkeroinen) – fiński as myśliwski okresu wojny zimowej (1939-40) i wojny kontynuacyjnej (1941-44), słynny z zestrzelenia podczas jednego lotu bojowego, 6 stycznia 1940 roku, sześciu radzieckich bombowców.

## Życiorys
Jorma Sarvanto urodził się w szwedzkiej rodzinie zamieszkałej w Turku, noszącej nazwisko Gustafsson. Fińsko brzmiące nazwisko Sarvanto przyjął dopiero później. Po ukończeniu szkoły w 1933 roku został powołany do służby wojskowej w piechocie. Naukę pilotażu rozpoczął rok później, zakończył w 1937 roku. Po krótkim okresie służby w lotnictwie bombowym trafił do 24 dywizjonu (Lentolaivue 24, LeLv 24), do 4. eskadry, latającej na samolotach myśliwskich Fokker D.XXI. Od kolegów otrzymał przezwisko "Zamba". Po wybuchu wojny zimowej (30 listopada 1939 roku) otrzymała ona zadanie obrony linii komunikacyjnych i obiektów wojskowych przed nalotami radzieckich bombowców.
23 grudnia 1939 roku porucznik Sarvanto odniósł swoje pierwsze i drugie zwycięstwa powietrzne, zestrzeliwując dwa bombowce SB-2. Na początku 1940 roku, por. Sarvanto stacjonował wraz ze swoim dywizjonem myśliwskim na lotnisku w Utti. Stacjonowały tam 4 fińskie samoloty Fokker D.XXI, należące do 4. eskadry 24 dywizjonu myśliwskiego. Miały one chronić pobliskie miasta Jyväskylä i Kuopio przed nalotami radzieckich bombowców. O godz. 10:52, 6 stycznia 1940 roku, w Kuopio zabrzmiał dźwięk alarmu przeciwlotniczego. Spowite we mgle miasto było pozbawione osłony artylerii przeciwlotniczej, ale nalot radzieckich samolotów nie wyrządził żadnych szkód. Chwilę potem obserwatorzy zameldowali, że w kierunku miasta zbliża się formacja sześciu (w rzeczywistości było ich siedem) kolejnych bombowców DB-3. Początkowo przeleciały nad miastem, jednak nie przeprowadziły bombadowania, ponieważ ziemia była ukryta we mgle. Niestety, chwilę później wiatr przegnał zwiewną osłonę i radzieckie samoloty wróciły nad Kuopio. Zbombardowały miasto, w którym nie było żadnych oddziałów lub instalacji wojskowych, niszcząc kilkadziesiąt domów i skierowały się na południe, w stronę własnej bazy. O godz. 11:50 nadszedł rozkaz startu dla por. Sarvanto i jego skrzydłowego. Mieli przechwycić wycofujące się bombowce. Sarvanto w kilka minut po starcie zauważył wrogą formację – 7 maszyn błyszczących w promieniach słońca. Myśliwiec zbliżył się od tyłu do swej ofiary. Sarvanto otworzył z bliska ogień z karabinów maszynowych, wrogi bombowiec poszedł w dół, ciągnąc za sobą smugę czarnego dymu. W ciągu kolejnych minut por. Sarvanto zestrzelił jeszcze pięciu napastników, siódmego zestrzelił jego skrzydłowy. W ciągu zaledwie czterech minut, Sarvanto zestrzelił sześć radzieckich bombowców.
Z 24 członków ich załóg zginęło 22, dwóch dostało się do niewoli fińskiej. Po wylądowaniu w Fokkerze naliczono 23 przestrzeliny od ognia strzelców pokładowych. Walka ta stała się, dzięki relacjom zagranicznych korespondentów, znana w całej ogarniętej wojną Europie.
Ogółem podczas wojny zimowej Jorma Sarvanto zgłosił 13 (12 i 5/6) zestrzeleń samolotów przeciwnika, co stawiało go na pierwszym miejscu wśród fińskich pilotów myśliwskich. Brał również udział w atakach szturmowych na cele naziemne. Wkrótce potem napisał książkę o swych przeżyciach wojennych (Havittajalentajana Karjalan taivaalla – Pilot myśliwski nad Karelią). W połowie 1940 roku jego eskadra została przezbrojona w samoloty Brewster F2A Buffalo. Na nich wziął udział w działaniach tzw. wojny kontynuacyjnej, początkowo jako zastępca dowódcy, później dowódca eskadry, zestrzeliwując kolejne cztery samoloty radzieckie. Ostatnie ze swych 17 (16 5/6) zwycięstw odniósł 9 maja 1943 roku. Wkrótce potem rozpoczął studia na Akademii Wojskowej, po których otrzymał stanowisko dowódcy rezerwowego dywizjonu uzupełnień (Täydennyslentolaivue 35, TLeLv 35). Po zakończeniu wojny był między innymi komendantem szkoły lotniczej w Kauhava i attaché wojskowym w Londynie. Ze służby odszedł w 1960 roku.
Był odznaczony między innymi fińskimi Orderem Krzyża Wolności, Orderem Białej Róży i niemieckim Orderem Zasługi Orła Niemieckiego.